# 池田邦吉
池田 邦吉（いけだ くによし、1947年2月6日 - ）は、日本のノストラダムスの予言集の元解釈者、元建築士。フランスの予言者ノストラダムスの予言を信じる立場での解釈本を何冊も出していた人物である。
過去に関英男の主宰した「加速学園」のメンバーでもあり、幹部的な役割を担っていた。超能力者を自称しており、ヒーラーとしても活躍している。近年はヒーリングに関した著書が多い。

## 経歴
東京都出身。1969年に東京工業大学工学部建築学科卒業。卒業後は、三輪正弘環境造形研究所、三浦西野建築設計事務所、西部不動産設計部等に勤務し、社団法人日本ツーバイフォー建築協会の研修部長を務めた。1987年に退社・独立し一級建築士事務所アーキコスモを設立。日本でのツーバイフォー工法建築の専門家としてその技術の普及に尽力した。建築関係の著書に「図解ツーバイフォー建築の実務」がある。
しかし、設計図面の書き過ぎによる過労のため、腕を痛め設計図面を書き続けることができなくなり、ノストラダムス解釈に専念するため、1996年に会社を解散し、「ノストラダムス研究所」を設立し所長となった。
ノストラダムス研究は、2007年9月の出版を最後に終了し、ヒーリング関係の著作活動と講演活動をしている。

## ノストラダムスの予言集解釈
ノストラダムスを研究しはじめたのは1987年から。1993年になって預言詩の中に自分の誕生日でもある「2月6日生まれ」の者が世紀末近くに『預言書』を解くだろうとあるのを発見し、解読に没頭することになる。
来日したミシェル・ショマラ（ノストラダムス協会会長）から贈られたノストラダムスの『予言集』の復刻版を使って解釈を行い、自説の正しさを強調していた（ショマラは信奉者ではなく、池田の解釈を支持していたわけでもない）。1995年以降、次々と著書を刊行し、「ビートたけしのTVタックル」などにも出演した。（ビートたけしの禁断の大暴露!!超常現象(秘)Xファイル）
1995年に刊行した『ノストラダムスの預言書解読I』の公称発行部数は7万部。
池田の解釈によると、有名な『百詩篇集』第10巻72番の詩の冒頭の「1999年、7か月」は黄道十二星座で7番目の星座、天秤座の時期（9月23日から10月23日）のことであるとされ、他の詩と読み合わせることで、1999年9月27日にベスビオ火山が噴火する予言としていたが、実際には該当日の噴火はなかった。
1999年には結局何も起こらず、ノストラダムスの予言解釈本の出版が激減する中、池田は2000年以降も継続してノストラダムス解釈本を刊行していたが、2007年9月の出版を最後に研究を終了した。
2017年のインタビューでは「ノストラダムスの予言書はすでに役割を終えて、私も研究をやめた」と明言した。

## その他エピソード
超能力者としてのエピソードとして、東京工業大学在学中、講義を受講中、周りの別の教室の講義も同時に聞こえてしまい、大変であったことを著書の中で語っている。
同じく東京工業大学出身の関英男の主宰した「加速学園」では、晩年関の体調が優れない時期、ヒーリングを施していたことも著作内で語られている。加速学園では、関が亡くなるまで参加し続け最後を看取った。

## 著書
- 『図解ツーバイフォー建築の実務』オーム社、1987年12月 ISBN 978-4-27410068-0
- 『ヨーロッパ大崩壊 ノストラダムスの預言書』ういずゆう、1995年2月
- 『未来からの警告―ノストラダムスの預言書』成星出版、1995年11月 ISBN 978-4-91600815-2
- 『ノストラダムスの預言書解読I 宇宙からの警告篇』成星出版、1996年10月 ISBN 978-4-91600825-1
- 『ノストラダムスの預言書解読II ノアの方舟篇』成星出版、1997年8月 ISBN 978-4-91600841-1
- 『ノストラダムスの預言書解読III セザールへの手紙篇』成星出版、1998年4月 ISBN 978-4-91600856-5
- 『ノストラダムスの預言書解読IV 1999年前篇』成星出版、1998年9月 ISBN 978-4-91600865-7
- 『ノストラダムスの預言書解読V 1999年七の月篇』成星出版、1998年10月 ISBN 978-4-91600870-1
- 『ノストラダムスの預言書解読VI 1999年後篇』成星出版、1998年12月 ISBN 978-4-91600878-7
- 『ノストラダムスの預言書解読VII アンゴルモアの大王篇』成星出版、1999年6月 ISBN 978-4-91600882-4
- 『ノストラダムス研究』成星出版、2000年7月 ISBN 978-4-88398026-0
- 『21ノストラダムスNO.1』明窓出版、2003年6月 ISBN 978-4-89634122-5
- 『21ノストラダムスNO.2』明窓出版、2003年9月 ISBN 978-4-89634132-4
- 『21ノストラダムスNO.3』明窓出版、2003年12月 ISBN 978-4-89634142-3
- 『あしたの世界』船井幸雄共著、明窓出版、2004年3月 ISBN 978-4-89634145-4
- 『あしたの世界〈パート2〉関英男博士と洗心』船井幸雄監修、明窓出版、2004年7月 ISBN 978-4-89634156-0
- 『あしたの世界〈パート3〉「洗心」―アセンションに備えて』明窓出版、2005年2月 ISBN 978-4-89634162-1
- 『あしたの世界〈パート4〉意識エネルギー編』明窓出版、2006年4月 ISBN 978-4-89634182-9
- 『21ノストラダムスNO.4』明窓出版、2006年12月 ISBN 978-4-89634200-0
- 『21ノストラダムスNO.5』明窓出版、2007年9月 ISBN 978-4-89634217-8
- 『光のシャワー ヒーリングの扉を開く バーバラ・アン・ブレナン博士に出会って』明窓出版、2008年10月 ISBN 978-4-89634244-4
  - 改訂版『光のシャワー ヒーリングの扉を開く バーバラ・アン・ブレナン博士に出会って』明窓出版、2019年8月 ISBN 978-4-89634402-8
- 『神様がいるぞ!』明窓出版、2012年6月 ISBN 978-4-89634306-9
- 『続 神様がいるぞ!』明窓出版、2013年4月 ISBN 978-4-89634324-3
- 『神様といっしょ 神々のヒーリング』明窓出版、2014年10月28日 ISBN 978-4-89634349-6
- 『神々の癒やし』明窓出版、2015年12月25日 ISBN 978-4-89634359-5
- 『癒やしの道』明窓出版、2020年1月8日 ISBN 978-4-89634410-3
- 『天使の癒やし』明窓出版、2022年2月3日 ISBN 978-4-89634445-5